# 인간극장
《인간극장》은 한국방송공사에서 2000년 5월 1일부터 방영 중인 다큐멘터리 프로그램이다. 매일 아침 7시 50분~8시 25분에 방송된다.

## 기획 의도
보통 사람들의 특별한 이야기와 특별한 사람들의 평범한 이야기를 프로그램이다.

## 현재 시간 제공 시보(KBS 2TV 편성 당시)
- 2003년~2004년: 농협생명, 농협화재
- 2003년~2004년: 농협
- 2004년~2005년: 웅진코웨이 공기청정기 웅진케어스
- 2005년: 웅진코웨이 고품격 주방가구 뷔셀
- 2005년~2006년: 웅진코웨이 웅진케어스 공기청정기

## 방송 시간

### 본방송
| 방송 채널 | 방송 기간                          | 방송 시간                            | 비고   |
| --------- | ---------------------------------- | ------------------------------------ | ------ |
| KBS 2TV   | 2000년 5월 28일~2000년 8월 25일    | 매주 평일 아침 8시 20분~8시 45분     |        |
| KBS 2TV   | 2000년 9월 4일 ~ 2001년 3월 2일    | 매주 평일 밤 8시 45분~9시 15분       | [ 4 ]  |
| KBS 2TV   | 2001년 3월 5일 ~ 2001년 11월 2일   | 매주 평일 밤 8시 50분~밤 9시 20분    | [ 5 ]  |
| KBS 2TV   | 2002년 10월 28일 ~ 2004년 2월 27일 | 매주 평일 밤 8시 50분~밤 9시 25분    | [ 6 ]  |
| KBS 2TV   | 2004년 3월 1일 ~ 2004년 8월 27일   | 매주 평일 밤 8시 50분~밤 9시 20분    | [ 7 ]  |
| KBS 2TV   | 2004년 8월 30일 ~ 2005년 2월 25일  | 매주 평일 밤 8시 55분~밤 9시 25분    | [ 8 ]  |
| KBS 2TV   | 2005년 2월 28일 ~ 2006년 8월 25일  | 매주 평일 밤 8시 50분~밤 9시 25분    | [ 9 ]  |
| KBS 2TV   | 2006년 9월 4일 ~ 2008년 2월 29일   | 매주 평일 저녁 7시 30분~8시          | [ 10 ] |
| KBS 2TV   | 2008년 3월 3일 ~ 2008년 8월 29일   | 매주 평일 밤 8시 20분~8시 50분       | [ 11 ] |
| KBS 2TV   | 2008년 9월 1일 ~2008년 11월 26일   | 매주 월요일~수요일 저녁 7시 25분~8시 | [ 12 ] |
| KBS 2TV   | 2008년 12월 1일 ~ 2009년 2월 24일  | 매주 월요일~화요일 저녁 7시 25분~8시 | [ 13 ] |
| KBS 2TV   | 2009년 3월 2일 ~ 2009년 4월 10일   | 매주 평일 저녁 7시 25분~8시          | [ 14 ] |
| KBS 1TV   | 2001년 11월 5일 ~ 2002년 10월 25일 | 매주 평일 저녁 7시~7시 30분          | [ 15 ] |
| KBS 1TV   | 2009년 4월 13일 ~                  | 매주 평일 아침 8시 ~ 8시 30분        | [ 16 ] |

### 재방송(화면해설방송)
| 방송 채널 | 방송 기간                        | 방송 시간                                                                                         | 비고   |
| --------- | -------------------------------- | ------------------------------------------------------------------------------------------------- | ------ |
| KBS 2TV   | 2019년 3월 8일~2020년 3월 20일   | 매주 금요일 오전 11시~낮 12시 15분 (1부~2부 합본) 매주 금요일 낮 12시 15분~2시 (3부~4부~5부 합본) |        |
| KBS 2TV   | 2020년 5월 1일                   | 금요일 오전 11시~12시 15분 (1부~2부 합본) 금요일 낮 12시 15분~2시 (3부~4부~5부 합본)              |        |
| KBS 2TV   | 2020년 5월 21일~2020년 6월 25일  | 매주 목요일 낮 12시 10분~1시 25분 (1부~2부 합본) 매주 목요일 낮 1시 25분~2시 (3부~4부~5부 합본)   |        |
| KBS 2TV   | 2020년 10월 15일~2021년 6월 10일 | 매주 목요일 낮 12시 10분~1시 25분 (1부~2부 합본) 매주 목요일 낮 1시 25분~2시 (3부~4부~5부 합본)   |        |
| KBS 2TV   | 2020년 4월 9일~2020년 4월 23일   | 매주 목요일 오전 11시~12시 15분 (1부~2부 합본) 매주 목요일 낮 12시 15분~2시 (3부~4부~5부 합본)    |        |
| KBS 2TV   | 2020년 5월 7일~2020년 5월 14일   | 매주 목요일 오전 11시~12시 15분 (1부~2부 합본) 매주 목요일 낮 12시 15분~2시 (3부~4부~5부 합본)    |        |
| KBS 2TV   | 2020년 7월 2일~2020년 10월 8일   | 매주 목요일 오전 11시~12시 15분 (1부~2부 합본) 매주 목요일 낮 12시 15분~2시 (3부~4부~5부 합본)    |        |
| KBS 2TV   | 2021년 6월 17일~2021년 6월 24일  | 매주 목요일 오전 11시~12시 15분 (1부~2부 합본) 매주 목요일 낮 12시 15분~2시 (3부~4부~5부 합본)    |        |
| KBS 2TV   | 2021년 6월 28일~2024년 2월 2일   | 매주 평일 오전 10시~10시 40분                                                                     |        |
| KBS 2TV   | 2024년 2월 5일~현재              | 매주 평일 오전 10시 20분~11시                                                                     | [ 17 ] |

## 내레이션
| 역대 | 내레이션                        | 내레이션 기간                     | 비고   |
| ---- | ------------------------------- | --------------------------------- | ------ |
| 1대  | 이금희(16기) 방송인/前 아나운서 | 2000년 5월 1일 ~ 2009년 2월 27일  | [ 19 ] |
| 2대  | 홍소연 아나운서                 | 2009년 3월 2일 ~ 2014년 8월 29일  | [ 21 ] |
| 3대  | 김윤지(29기) 前 아나운서        | 2014년 9월 1일 ~ 2016년 2월 26일  |        |
| 4대  | 이규원(14기) 前 아나운서        | 2016년 4월 25일 ~ 2024년 1월 19일 | [ 23 ] |
| 5대  | 이승현 아나운서                 | 2024년 1월 22일 ~ 2024년 2월 2일  |        |
| 6대  | 김솔희 아나운서                 | 2024년 2월 5일 ~ 현재             |        |

## 논란
〈어느 날 갑자기〉편
2008년 9월 22일부터 9월 25일까지 방송된〈어느 날 갑자기〉편의 1부가 방송된 후 두 부부(남편-강민,현혜란-부인)가 사채 빚으로 생활하다 CBS의 한 프로그램에 출연해 많은 후원금을 받았다는 의혹으로 인해 많은 논란을 일으켰다. 결국 《인간극장》 제작진이 이에 대해 해명하였으며, 다음 방송분이 정상 방송될 것이라고 하였다. 그리고 해당 방송분의 출연자가 허위 사실을 유포한 사람에게 법적 대응을 하겠다고 밝혔으며, KBS 시사교양본부와 해당 프로그램을 제작한 리스프로의 대표는 위의 논란에 대해 '본인의 불찰이었다.'고 하여 시청자들에게 사과했다. 한편 방송통신심의위원회와 KBS 측은 해당 방송분을 심의할 것이며, 사실 여부를 확인하겠다고 말하였다. 또한 KBS 시사교양본부 측에선 이렇게 하여 〈어느 날 갑자기〉 편은 9월 25일에 방송된 4부를 끝으로 막을 내렸으며, 후속으로〈그해 여름, 소금밭에서는〉편을 방송하였다고 해명했다.
〈선녀와 토하젓〉편
2013년 10월 14일부터 10월 18일까지 인간극장은 전라남도 담양군 창평의 삼지내 마을에서 문화해설사로 생활하고 있는 A모(51세)씨의 삶을 소개한 〈선녀와 토하젓〉이 방송된 바 있다. 방송에서 A모 씨는 1급수 저수지에서 토하를 잡아 젓갈을 담그고 자연밥상을 차린다고 소개한 바 있는데 이 토하젓이 방송되고 나면서부터 전국에서 구입문의가 빗발쳤으며, KBS 시사교양운영팀 측에선, "인간극장"에 방영된 후 토하젓을 구입하고 싶다는 문의가 전국에서 많이 걸려왔다"고 밝힌 바 있다. 그러나 이 프로그램에서 방송된 토하젓이 생이새우로 만든 진짜가 아니라 줄새우와 징거미새우로 만든 싸구려 새우젓이라는 것이 밝혀져 논란이 발생하였다. 실제로 전라남도 강진군에서 토하를 양식하고 있다는 윤모 씨는 국립수산과학원 내수면 연구소의 민물새우 전문가인 김봉래 박사에게 확인을 요청한 결과 이 프로그램에 방송된 새우는 줄새우로 토하가 아니라는 답변을 받은 바 있으며, TV에 방영된 줄새우가 토하로 잘못 소개돼 상당한 피해가 있다고 하였으며, 공영 방송이 정확한 정보를 파악하지 못한 상태에서 방송을 해 소비자의 혼란과 토하에 대한 불신이 커지고 있다고 말하였다. 윤모씨는 이 같은 내용으로 KBS 협력 제작국에 민원을 제기했지만 방송사 측이 최근에 이 프로그램을 다시 재방송하면서 논란이 커졌으며, 윤모씨는 "KBS 시사교양본부 측에서도 토하가 아니라는 사실을 인정했는데도 또 다시 재방송을 하였다"면서, "토하는 전라남도 강진군 지역의 특산물로 임금님께 진상될 만큼 귀한 대접을 받은 새우젓인데 그걸 잘못 방영해 농민들이 피해를 입고 있는 만큼 바로잡아야 한다"고 주장하였다. 이처럼 논란이 커지면서 해당 면사무소는 사실을 파악하고 지역 특산품 공동전시장인 "달팽이 가게"에서 토하젓 전시와 판매를 중단시켰다고 KBS 시사교양본부 측은 보도하였다.

## 시청률
시청률 조사회사인 TNmS와 닐슨코리아에 따르면 매주 평일부터 본방송 시청률 두 자리 수 10%대가 집계된 것이다.

## 참고 사항
- 2015년부터 2주 동안 매년 7월과 8월 중으로 한꺼번에 결방되는 인간극장 스페셜으로 대체되는데 KBS가 내용을 복잡하게 편집해야 하는 등[32] 제작비 문제 때문에 어려움을 겪어 온 《청춘예찬》을 끝으로 아침 TV 소설을 잠정 폐지하자 2009년 4월 20일부터 KBS 1TV로 이동하면서 매주 평일 아침 7시 50분으로 옮겨갔다.[33]
- 2009년 당시에는 MBC TV의 시트콤인 《태희혜교지현이》와 SBS TV의 일일연속극인 《아내의 유혹》이 서로 양분된 형태로 시청하게 되자[34] 인간극장 편성에 대한 프로그램 존폐 여부를 묻는 수 많은 시청자들의 민원이 끊임없이 제기됨에 따라, 본 프로그램의 편성 기획을 담당하는 KBS 시사교양본부 측이 프로그램 폐지 방지를 위한 노력의 일환으로 인간극장을 아예 평일 아침 시간대로 옮겨서 성공적으로 거두어들일 수 있다는 점에서 가장 긍정적으로 평가하고 있다.

## 같이 보기
- 다큐멘터리 프로그램

### 결방 편성 안내
- 2025년 1월 3일 : 뉴스특보 윤석열 체포 집행 생중계 결방함.